# Star Wreck
Star Wreck (doslovným překladem z angličtiny „Hvězdný vrak“) je série převážně finských fanfilmů, které parodují Star Trek. První díl, jednoduše pojmenovaný Star Wreck, byl vytvořen Samulim Torssonenem v roce 1992. Jednalo se o animaci tří vesmírných lodí střílejících na sebe navzájem. Pozdější filmy už ale obsahovaly pokročilou počítačovou grafiku, animované postavy, zvláštní humor a později i skutečné herce. Filmy jsou namluveny finsky, k dispozici jsou titulky (anglické, české, i v dalších jazycích). Filmy jsou k dispozici na internetu pod licencí Creative Commons.

## Popis
Star Wreck pojednává o příhodách Jamese B. Pirka, kapitána vesmírné lodi С.Р.Р. Potkustartti. Jméno kapitána je parodií na postavu seriálu Star Trek, kapitána Jamese T. Kirka. Název lodi je pak složeninou z prefixu С.Р.Р., odkazující na U.S.S. (ve Star Treku používáno pro United Space Ship) a zároveň cyrilicí psanou zkratku Sovětského svazu, a finského slova, které by se dalo přeložit jako „výkop“. Dalšími postavami jsou Mr. Fukov, Mr. Spökö, Mr. Dwarf, praporčík Shitty a Mr. Info, jejichž jména jsou opět parodiemi na postavy ze Star Treku (Čechov, Spock, Worf, Scotty a Dat).
V prvních šesti případech se jedná o krátké videofilmy, sedmý snímek s podtitulem In the Pirkinning byl koncipován jako celovečerní film (byl vydán i na DVD). Zatím poslední, osmý díl, vytvořili filmaři ze Švýcarska, finští tvůrci a herci Samuli Torssonen a Timo Vuorensola z předchozích filmů zde však také vystupují.
Torssonen a Vuorensola se také podíleli na výrobě celovečerního sci-fi filmu Iron Sky.

## Seznam filmů
- Star Wreck (1992)
- Star Wreck II: The Old Shit (1994)
- Star Wreck III: Wrath of the Romuclans (1995)
- Star Wreck IV: The Kilpailu (1996)
- Star Wreck V: Lost Contact (1997)
- Star Wreck 4½: Weak Performance (2000)
- Star Wreck: In the Pirkinning (2005)
- Star Wreck 2pi: Full Twist, Now! (2012)

### Star Wreck: In the Pirkinning
Star Wreck: In the Pirkinning je prvním finským celovečerním filmem obsahující speciální efekty vysoké kvality a vesmírné bitvy. Jedná se o parodii kombinující světy Star Treku a Babylonu 5. Film se začal vyrábět v roce 1999 a byl dokončen po šesti letech. Pro zvané hosty měl premiéru 20. srpna 2005. V září 2005 byl film vydán na DVD a od 1. října toho roku je ho možno i volně stáhnout z oficiálních stránek filmu.

## Další díla
Vznikla také další starwrecková animovaná série Star Wreck Asskicker, která vypráví příběh lodi C.P.P. Asskicker. Nepochází však z dílny Torssonena a jeho týmu.
Zcela odlišným dílem je série románů Star Wreck od Leah Rewolinski s ilustracemi od Harryho Trumborea, která rovněž paroduje Star Trek, avšak nemá s finskými filmy od Samuliho Torssonena nic společného.
- Star Wreck: The Generation Gap (1990)
- Star Wreck II: The Attack of the Jargonites (1992)
- Star Wreck III: Time Warped : A Parody-Then, Now and Forever (1992)
- Star Wreck IV: Live Long and Profit : A Collection of Cosmic Capers (1993)
- Star Wreck V: The Undiscovered Nursing Home (1993)
- Star Wreck VI: Geek Space Nine (1994)
- Star Wreck VII: Space the Fido Frontier (1994)